# Ростов Арена
Ростов Арена (на руски: „Ростов Арена“) е футболен стадион в Ростов на Дон, Русия. Това е един от стадионите, където се провежда Световното първенство по футбол 2018. Домакин е на отбора ФК Ростов от Руската Премиер лига. Капацитетът на стадиона е 45 000 зрители.

## История
През юни 2013 г., по време на стартирането на стадиона, са намерени пет снаряда от Втората световна война, почти напълно запазени.
През август 2013 г. започва работата по пясъчната алувиална основа за стадиона. Работата по фондацията приключва през май 2014 г. Строителството стартира на подземната структура на стадиона през октомври 2015 г. През декември строителната площадка започна да донася тежко оборудване и строителни материали. През януари 2015 г. екипажите започнаха да копаят.
През март 2015 г. проектът е ревизиран, като разходите за строителство се намалиха на 3 милиарда рубли. През лятото на 2015 г. бе завършено копаенето и започна строителството на надстройки.
През декември 2015 г. започва работа по монтажа на металната рамка на покрива. През юли 2016 г. започва работа върху бетонната станция. В допълнение, строителите започва изграждането на фасадата и започна озеленяване на прилежащата територия към стадиона. През ноември 2016 г. стоманобетонната работа на главната купа на стадиона е напълно завършена и започва изграждането на товароподемни покривни конструкции.

## Допълнителна информация
Стадионът разполага със съблекални за играчи и съдии, зали за персонала, помещения за делегати на мачовете, зони за допинг контрол, пресцентрове и други помещения за големи спортни турнири.
Площите край стадиона предлагат достатъчно места за паркиране. „Арена“ е проектирана да бъде достъпна за хора с ограничена подвижност.

## Световно първенство по футбол 2018
След Световното първенство по футбол от 2018 г. арената ще бъде използвана за мачовете на местния ФК Ростов и за мачовете на Националния отбор по футбол на Русия, както и за други спортни и културни събития.
| Дата        | Час   | Отбор 1         | Резултат | Отбор 2          | Кръг               | Посещение |
| ----------- | ----- | --------------- | -------- | ---------------- | ------------------ | --------- |
| 17 юни 2018 | 21:00 | Бразилия        | 1-1      | Швейцария        | Група E            | 43 109    |
| 20 юни 2018 | 18:00 | Уругвай         | 1-0      | Саудитска Арабия | Група А            | 42 678    |
| 23 юни 2018 | 18:00 | Република Корея | 1-2      | Мексико          | Група F            | 43 472    |
| 26 юни 2018 | 21:00 | Исландия        | 1-2      | Хърватия         | Група D            | 43 472    |
| 2 юли 2018  | 21:00 | Белгия          | 3-2      | Япония           | Елиминационна фаза | 41 466    |